# Tom Shear

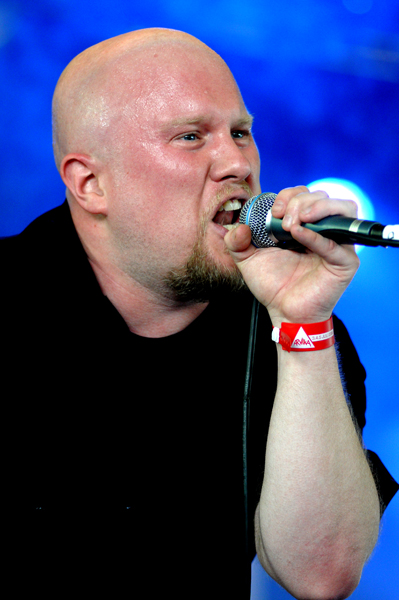
Tom Shear, 2008

Tom Shear (* 12. November 1971 in State College, Pennsylvania) ist ein US-amerikanischer Musiker und Musikproduzent und Begründer des Solo-Future-Pop-/Elektro-Projekts Assemblage 23.
Shear lebt heute in Seattle, Washington.

## Hintergrund
Seine musikalischen Fähigkeiten hat Shear sich autodidaktisch angeeignet. Nachdem er sich selbst das Klavierspiel gelehrt hatte, nahm er für einige Monate Klavierunterricht, den er einstellte, als er das Gefühl bekam Rückschritte zu machen. 1994 schloss er erfolgreich ein Studium an der Syracuse University mit einem akademischen Grad in Fernseh- und Filmproduktion ab.
Noch während seiner High-School-Zeit in den späten 80er-Jahren begann er zuhause unter dem Namen Man On A Stage mit der Komposition von instrumentaler Synthiepop-Musik. Außerdem spielte er live Bass in einer von Punkmusik beeinflussten Band namens The Advocates.
Shear selbst bezeichnet die Band Depeche Mode als größten Einflussfaktor auf seinen musikalischen Werdegang in Richtung elektronischer Musik. Ein prägendes Erlebnis ereignete sich beim Besuch eines Depeche Mode Konzerts im Jahr 1988: Shear war von der Industrial/Dance-Darbietung eines DJs aus dem Vorprogramm so beeindruckt, dass er von diesem Zeitpunkt an auch selbst Industrial-Einflüsse in sein Schaffen integrierte. Im Zuge dieses kreativen Wandels wurde sein Projekt Man On A Stage in Assemblage 23 umbenannt.

## Assemblage 23
An Assemblage 23 arbeitete Shear während seiner Zeit am College. Seine gelegentlichen Versuche, mit Demos auf sich aufmerksam zu machen, blieben ohne große Wirkung. In der gleichen Zeit arbeitete er zusammen mit seinen Freunden Matt Guenette und Mike Ukstins auch an dem Synthiepop Projekt Procession, das ihm weitere Erfahrungen mit Liveauftritten einbrachte.
1992 veröffentlichte Shear in Eigenregie unter dem Namen Wires eine Sammlung eigener Stücke, die zwar bei kleineren Radiosendern und Undergroundmagazinen einige Begeisterung hervorrief, das Interesse von Plattenlabels aber nicht wecken konnte. Mitte der 90er-Jahre produzierte er Techno-Tracks für sein Seitenprojekt Nerve Filter, mit denen er beim Plattenlabel 21st Circuitry auf ein gewisses Interesse stieß. Die erste offizielle Veröffentlichung als Assemblage 23 findet sich mit Graverobber auf der Kompilation Construction No. 009 von Arts Industria. Shear schrieb weitere Songs für Assemblage 23 und wurde trotz seiner Frustration über das mangelnde Interesse der Plattenindustrie nicht müde, weiterhin Demos zu versenden. Als Grund dafür nannte er später vor allem die Unterstützung und den Zuspruch seiner frühen Fans.
1998 zahlte sich seine Beharrlichkeit aus, als das kanadische Label Gashed Records Assemblage 23 unter Vertrag nahm und 1999 das erste Album Contempt veröffentlichte. Im gleichen Jahr beging Shears Vater Selbstmord und der damit verbundene Schmerz und Verlust fand offenkundig musikalische Verarbeitung im zweiten Album Failure, das 2001 erschien. Beide Alben fanden bei Kritikern großen Anklang und erfreuten sich besonders in Dance Clubs einiger Popularität.
Shear verließ Gashed Records und unterschrieb beim Label Metropolis Records, das neben den Neuauflagen von Contempt und Failure auch die Alben Defiance (2002) und Storm (2004) veröffentlichte. Der Track Let The Wind Erase Me vom Album Storm erschien sogar in den Billboard Hot Dance Singles Charts.
Shear selbst beschreibt sein Projekt Assemblage 23 als „melodische, tanzbare elektronische Musik“.

## Weiteres Schaffen
Shear ist unter anderem Produzent der Band backandtotheleft und veröffentlichte 2004 ihr Album Obsolete unter seinem eigenen Label, 23db Records. Zudem nimmt er gelegentlich Gastauftritte als Sänger für andere Musiker wahr.